# Споменик српским и француским војницима 1912—1918
Споменик српским и француским војницима 1912-1918 у Бору налази се у Бору, Борски округ, Србија. Уврштен је на листу заштићених споменика културе Републике Србије.
Сваког 20. октобра у Граду Бору обележава се један важан историјски датум - Дан ослобођења Бора у Првом светском рату. Оно што је битно напоменути за тај дан давне 1918. године јесте да је тог дана коњичка бригада француског генерала Гамбете умарширала у Бор. Из насеља Бор од 1912. до 1918. погинуло је 79 мештана и 15 Француза. Из целе општине у том раздобљу погинуло је или убијено око 2.000 људи. Од тог броја, највише су страдали млади. 